# Lorentz' fluiter
De Lorentz' fluiter (Pachycephala lorentzi) is een zangvogel uit de familie Pachycephalidae (dikkoppen en fluiters). Deze vogel is genoemd naar de Oostenrijkse zoöloog Konrad Lorenz.

## Verspreiding en leefgebied
Deze soort is endemisch in het westelijke deel van Centraal-Nieuw-Guinea.

## Status
De grootte van de populatie is niet gekwantificeerd maar de soort wordt omschreven als vrij algemeen. Op de Rode lijst van de IUCN heeft deze soort de status niet bedreigd.